# Baltasar Hidalgo de Cisneros
Baltasar Hidalgo de Cisneros y de La Torre (Cartagena, tra il 1755 e il 1758 – Cartagena, 9 giugno 1829) è stato un ammiraglio e politico spagnolo.
Fu l'ultimo viceré del Río de la Plata con potere effettivo sull'intero territorio del Vicereame: Francisco Javier de Elío, designato suo successore dal Consiglio di Reggenza della Spagna e delle Indie, governò soltanto la città di Montevideo nel 1811. Nel 1818 fu nominato Ministro della Marina spagnola e, in seguito, comandante generale della flotta.

## Biografia

### La carriera militare
Figlio di Francisco Hidalgo de Cisneros y Seijas, luogotenente generale della Real Armada, intraprese molto giovane la carriera militare in marina, entrando il 3 marzo 1770 come guardiamarina nella scuola navale di El Ferrol. Due anni più tardi fu imbarcato sulla nave San Rafael, che partecipò alle campagne militari contro la flotta algerina.
Nel 1780, al comando della corvetta Flecha, riuscì a catturare in due diverse operazioni le navi corsare britanniche Rodney e Nimbre. L'anno seguente, al comando della fregata Santa Barbara, catturò altre quattro imbarcazioni corsare della stessa nazionalità. Negli anni successivi prese parte alla spedizione militare spagnola contro Algeri e fu promosso al grado di brigadiere, partecipando alla difesa di Cadice contro il blocco britannico. Destinato allo Stato Maggiore della marina spagnola, Cisneros decise tuttavia di raggiungere alla fine del 1804 la squadra che a Cadice si stava unendo alla flotta francese in vista della battaglia decisiva contro la Gran Bretagna.
Nel 1805 combatté contro i britannici nella battaglia di Trafalgar, nella quale si distinse per la sua condotta. Insignito del grado contrammiraglio (jefe de escuadra), issò le sue insegne sul vascello Santísima Trinidad, la più grande delle imbarcazioni ingaggiate nello scontro, partecipando ad uno degli episodi più intensi della battaglia. Nell'occasione fu colpito alla testa da uno degli alberi della nave, provocandogli un certo grado di sordità.
Quella di Trafalgar fu la sua ultima azione navale. Catturato con la sua nave dai britannici, fu liberato il 9 novembre dello stesso anno. Assunse il comando del porto di Cartagena e partecipò alla resistenza contro l'invasione napoleonica del suo paese. Fu vicepresidente della Giunta di Cartagena e organizzò la difesa militare della città, uno dei più importanti porti spagnoli.

### Il Vicereame
La Giunta Suprema di Siviglia lo nominò Viceré del Río de la Plata nel 1809, in sostituzione di Santiago de Liniers. La sua principale missione era quella di ricostituire l'autorità spagnola, erosa dai dissidi tra il suo predecessore (sospetto di slealtà verso la Spagna per le sue origini francesi) e il governatore di Montevideo, Francisco Javier de Elío, che aveva creato una giunta di governo locale.
All'arrivo di Cisneros a Montevideo nel luglio del 1809, Elío accettò l'autorità del nuovo viceré e dissolse la sua giunta, venendo in cambio nominato ispettore militare del Vicereame. A Buenos Aires esistevano due fazioni politiche in lotta tra di loro: i “giuntisti” locali, la cui principale figura di riferimento era Martín de Álzaga, avevano perso prestigio in seguito al fallimento dell'ammutinamento del 1º gennaio (la cosiddetta asonada de Álzaga). Ciononostante erano ben visti in Spagna; per questo motivo Cisneros tentò di ingraziarseli non destituendo Elío e concedendo un indulto ai responsabili dell'ammutinamento. L'altra fazione, detta “carlottista”, mirava a stabilire la reggenza di Carlotta Gioacchina nel Río de la Plata e metteva in discussione l'autorità della Giunta Suprema e, di conseguenza, quella di Cisneros. Quest'ultimo evitò gli attacchi "carlottisti" ordinando il trasferimento del comando politico a Colonia del Sacramento.
Entrando nell'esercizio delle sue funzioni, Cisneros si dedicò a ridurre le cospirazioni ed a riaffermare il suo potere; anche se fu costretto ad inviare Elío in Spagna, riuscì a riarmare le milizie spagnole, dissolte in seguito alla asonada de Álzaga, risolvendo momentaneamente la crisi politica.
Cisneros però assunse il suo incarico in un momento di crisi economica: con la sconfitta della flotta spagnola da parte della Marina Reale Britannica, il commercio tra la Spagna e le colonie fu paralizzato dall'impossibilità di inviare navi a queste ultime. Cisneros autorizzò il libero commercio con la Gran Bretagna, nuova alleata della Spagna, ma questo scatenò le proteste dei più influenti commercianti di Buenos Aires, che ottenevano lauti guadagni con il contrabbando. Per non perdere il loro appoggio annullò il decreto, inimicandosi così le proteste dei commercianti inglesi, che, in nome della comune alleanza antinapoleonica, chiedevano di non essere danneggiati. Per non inimicarsi le due diverse categorie, Cisneros prorogò di quattro mesi il libero commercio, permettendo ai commercianti britannici di concludere i loro affari.
Durante il 1809 scoppiarono due rivoluzioni nell'Alto Perù, che dipendeva dal Vicereame del Río de la Plata: il 25 maggio scoppiò la Rivoluzione di Chuquisaca e il 16 luglio quella di La Paz. In ognuna delle due città fu instaurata una giunta di governo che formalmente riconosceva la sola autorità del re Ferdinando VII, in cattività in Francia. Cisneros inviò loro contro un esercito al comando di Vicente Nieto, che riuscì nella sua missione senza spargimento di sangue a Chuquisaca. L'insurrezione di La Paz, al contrario, fu repressa con durezza dalle truppe inviate dal Vicereame del Perù, ed i suoi responsabili furono condannati a morte. A Buenos Aires la repressione aumentò il risentimento dei rivoluzionari locali: Domingo French e Antonio Luis Beruti lamentarono che le insurrezioni in Alto Perù, condotte da criollos, fossero state represse con la pena capitale, mentre quelle rivolte contro Santiago de Liniers, condotte da spagnoli nati nella madre patria, si fossero concluse con provvedimenti di grazia.
Il 14 maggio 1810, all'arrivo di una nave britannica recante la notizia della caduta della Giunta di Siviglia per mano dell'esercito di Napoleone, Cisneros tentò di approntare una rigorosa vigilanza attorno ad essa ed ordinò il sequestro di tutti i giornali che ne sbarcassero. Nonostante tutto, uno di questi giornali finì nelle mani di Manuel Belgrano e di Juan José Castelli, che diffusero la notizia. Cisneros si trovò obbligato a proclamarla ufficialmente il 18 maggio.

### La Rivoluzione di Maggio
La Rivoluzione di Maggio designa la serie di eventi che si susseguirono nella settimana tra il 18 e il 25 maggio 1810 a Buenos Aires, che iniziarono con la conferma della caduta della Giunta di Siviglia e terminarono con la destituzione di Cisneros e l'instaurazione della Prima Giunta.
Castelli e Martín Rodríguez si presentarono a Cisneros il 20 maggio chiedendo la convocazione di un “cabildo aperto” per decidere il destino del governo della colonia. L'assemblea si tenne il 22 maggio e in essa si decise l'instaurazione di una nuova giunta e la deposizione del viceré. Cisneros fu dapprima nominato presidente della giunta, ma questo scatenò la reazione di molti dei rivoluzionari di Buenos Aires: Juan José Castelli e Cornelio Saavedra si dimisero dal loro incarico presso la nuova giunta, affermando che non avrebbero potuto fermare l'insurrezione del popolo e delle milizie creole. Al termine di una lunga serie di resistenze Cisneros si trovò costretto a firmare le proprie dimissioni dall'incarico la sera del 24 maggio.
La mattina del 25 maggio una grande folla si radunò davanti al cabildo, capeggiata dai miliziani popolare French e Beruti. L'assemblea respinse le dimissioni di Cisneros, affermando l'illegittimità della folla nel voler influenzare le proprie decisioni, ma, trovandosi priva del sostegno delle milizie e circondata dai manifestanti, fu costretta alla fine ad accogliere le dimissioni dell'ex viceré. Lo stesso giorno Cisneros inviò a Córdoba José Melchor Lavín con l'incarico di chiedere a Santiago de Liniers di intraprendere un'azione militare contro gli insorti.
Il 15 giugno i membri della Real Audiencia giurarono segretamente fedeltà al Consiglio di Reggenza e inviarono delle circolari nelle città dell'interno incitando alla disobbedienza verso le nuove autorità di Buenos Aires. Per mettere fine a queste manovre, la Prima Giunta convocò tutti gli esponenti dell'Audiencia, il vescovo Lué y Riega e l'ex viceré Cisneros con il pretesto che si trovassero in pericolo di vita e li fece imbarcare a forza sulla nave britannica HMS Dart. Al capitano Mark Brigut fu data consegna di non fermarsi in alcun porto americano e di trasportare tutti nelle Isole Canarie.

### Gli ultimi anni
All'arrivo alle Canarie, Cisneros informò il Consiglio di Reggenza sugli avvenimenti di Buenos Aires e chiese alcuni mesi di licenza per malattia. Dopo essersi riunito con la sua famiglia, proveniente dal Río de la Plata, partì per Cadice nel luglio del 1811. Nel gennaio del 1813 fu nominato Comandante Generale del Dipartimento di Cadice e poco dopo ricevette la promozione al grado di Capitano Generale.
In seguito assunse altri incarichi in Spagna, tra i quali quello di Ministro della Marina; fu nominato anche comandante di un corpo di spedizione organizzato con l'intento di riconquistare il Río de la Plata, che fallì nel gennaio del 1820 a causa del pronunciamiento di Rafael del Riego.
Durante il Triennio Liberale fu destituito da ogni incarico e tornò a Cartagena. Nel 1823, alla restaurazione del governo assolutista di Ferdinando VII, fu nominato Capitano Generale di Cartagena. Morì sei anni dopo, il 9 giugno 1829.
Un suo diretto discendente, Ignacio Hidalgo de Cisneros, fu comandante della Forza Aerea Repubblicana durante la guerra civile spagnola.